# Sent Lop de Camàs
Sent Lop de Camàs (francès Saint-Loup-Cammas) és un municipi francès situat al departament de l'Alta Garona, a la regió Occitània.